# Министерство угольной промышленности Украины
Министерство угольной промышленности Украины (укр. Міністерство вугільної промисловості України) или Минуглепром Украины (укр. Мінвуглепром України) — в 1991—2010 годах главный (ведущий) орган в системе центральных органов исполнительной власти Украины по вопросам обеспечения реализации государственной политики Украины в угольной и торфодобычной отраслях. Деятельность министерства направлялась и координировалась Кабинетом Министров Украины. Министерство возглавлял Министр угольной промышленности Украины, которого назначала на должность Верховная Рада Украины в установленном законодательством порядке.
25 июля 2005 года Президент Украины Виктор Ющенко подписал Указ «Про заходи щодо вдосконалення державного управління вугільною промисловістю», согласно которому Министерство топлива и энергетики Украины реорганизовано путём выделения из его состава Министерства угольной промышленности Украины.
18 декабря 2007 года постановлением Верховной Рады Украины на должность Министра угольной промышленности Украины был назначен Полтавец Виктор Иванович.
9 декабря 2010 года реорганизовано в министерство энергетики и угольной промышленности Украины.

## Основные задачи
Основными задачами Минуглепрома являлись:
- участие в формировании и обеспечении проведения государственной политики Украины в угольной отрасли;
- осуществление структурной перестройки угольной отрасли и повышение эффективности управления ею;
- создание благоприятных условий для осуществления приватизации предприятий угольной отрасли;
- формирование баланса угля и угольной продукции;
- изучение текущей и перспективной потребности угля (по маркам и сортам) на внутреннем и внешнем рынке;
- прогнозирование направлений развития угольной отрасли относительно добычи угля и его переработки;
- участие в формировании, регулировании и усовершенствования рынка угольной продукции;
- проведение единой научно-технической политики в отношении охраны труда на предприятиях угольной отрасли.

## Структура центрального аппарата
- департамент аналитическо-информационного и организационого обеспечения
- департамент кадровой и социальной политики
- департамент координации производства
- департамент финансово-экономических вопросов
- департамент перспективного развития и координации подготовительных работ
- департамент охраны труда и чрезвычайных ситуаций
- департамент контрольно-ревизионной работы и борьбы с коррупцией
- управление реструктуризации
- управление капитального строительства и инвестиций
- управление координации вспомогательных производств
- управление имущественных отношений и тендерных закупок
- управление бухгалтерского учёта, отчётности и бюджетного финансирования
- управление юридического обеспечения
- отдел режимно-секретной и мобилизационной работы
- сектор по использованию газа метана
- государственная инспекция по контролю качества угольной продукции